# Bódvarákó
Bódvarákó es un pueblo ubicado en el distrito de Edelény, condado de Borsod-Abaúj-Zemplén, Hungría.

## Superficie
Posee una superficie de 9,220 kilómetros cuadrados.

## Demografía
Hasta 2022 la población era de 58 habitantes, con una densidad de población de 6,291 habitantes por kilómetro cuadrado.